# Karl von Roeder (Landrat)
Karl Julius Heinrich von Roeder (* 28. Februar 1865 in Breslau; † 18. September 1940 in Juppendorf bei Guhrau, Provinz Schlesien) war ein deutscher Verwaltungsjurist und Kommunalbeamter.

## Leben
Karl von Roeder studierte an der Ruprecht-Karls-Universität Heidelberg Rechtswissenschaft. 1884 wurde er im Corps Saxo-Borussia Heidelberg recipiert. Nach dem Studium trat er in den preußischen Staatsdienst ein. Von 1901 bis 1911 war er Landrat des Landkreises Görlitz. Zuletzt lebte er in Guhrau.